# Hélice superenrollada

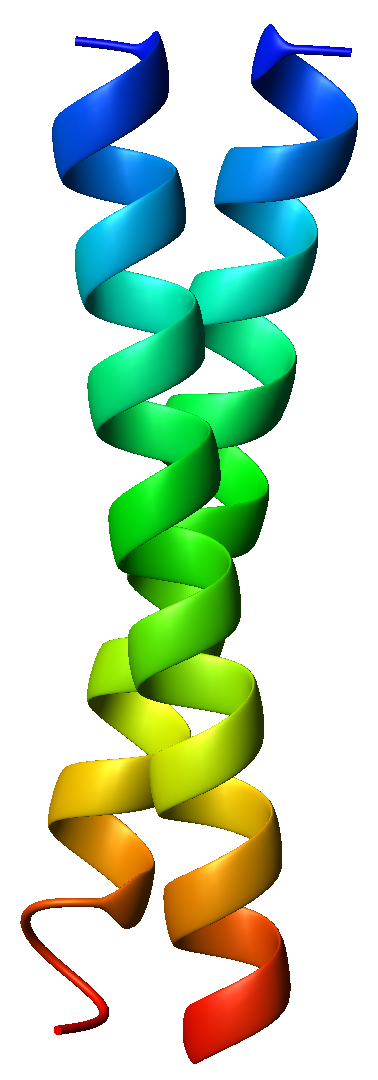
Un ejemplo hélice superenrollada es la cremallera de leucina GCN4 (código PDB 1zik), que es un homodímero paralelo antihorario.

Una hélice superenrollada, o helicoide enrollado (del inglés coiled coil) es un motivo estructural de proteínas, en donde 2 a 7 hélices alfa se enrollan juntas, siendo los dímeros y los trímeros las formas más comunes. Muchas proteínas tipo hélice superenrollada están involucradas en importantes funciones biológicas tales como la regulación de la expresión génica, tales como los factores de transcripción. Ejemplos notables son las oncoproteínas c-fos y jun, y la proteína muscular tropomiosina.

## Historia
La posibilidad de un motivo estructural de hélice superenrollada fue propuesto para la α-queratina por Francis Crick en 1952, así como el desarrollo de los métodos matemáticos necesarios para determinar su estructura. Esto sucedió poco tiempo después de que la estructura de la hélice alfa fuera propuesta por Linus Pauling et al. en 1951.

## Estructura molecular
Las hélices superenrolladas generalmente poseen un patrón repetido, hpphppp, de residuos de aminoácidos hidrofóbicos (h) y polares (p), llamada héptada repetitiva. Las posiciones de la héptada repetitiva están marcadas como abcdefg, donde a y d son las posiciones hidrofóbicas, ocupadas frecuentemente por isoleucina, leucina o valina.
Plegar una secuencia con este patrón repetitivo en una estructura secundaria de hélice alfa provoca que los residuos hidrofóbicos se presenten como una "banda" que gira lentamente a lo largo de la hélice en sentido antihorario, formando una estructura anfipática. La forma más favorable para que dos de estas hélices se organicen en el medio acuosos del citoplasma es envolver las zonas hidrófobas entre sí ubicándose los aminoácidos hidrofílicos hacia el exterior.
Debido a esto, el ocultamiento en el interior de las superficies hidrófobicas, proporciona la fuerza termodinámica impulsora para la oligomerización. El ensamblaje en una hélice superenrollada es muy compacto, interaccionando muy íntimamente mediante fuerzas de van der Waals prácticamente todas las cadenas laterales de los residuos d. La compacidad característica de este ensamblaje fue predicha por Francis Crick en 1952 y se conoce como ensamblaje "botón en ojal" ("knobs-into-holes" en inglés).
Las hélices alfa pueden ser paralelas o anti-paralelas, y suelen adoptar un enrollamiento en sentido antihorario. Aunque no es termodinámicamente tan favorable, se han observado algunos ejemplos en la naturaleza en sentido horario y se han adoptado también en proteínas sintéticas.

## Importancia biológica
Un paso clave en la entrada del VIH en las células humanas es la exposición de una hélice superenrollada trimérica paralela conocida como gp41. El trímero de gp41 normalmente se encuentra cubierto por otra glicoproteína de superficie conocida como gp120, la cual lo protege de los anticuerpos. Luego de unirse a la célula blanco, gp120 experimenta un cambio conformacional que expone al trímero gp41, cuya cola hidrofóbica N-terminal atraviesa la membrana celular de la célula destino. Otros tres hélices de gp41 se pliegan en los surcos de la hélice superenrollada del trímero de gp41, formando un hexámero, acercando la cápside viral y la membrana de la célula diana lo suficientemente como para la fusión. El virus ingresa a la célula y comienza a replicarse. Se han desarrollado fármacos inhibidores que se unen en los surcos de gp41 tales como Fuzeon.

## Diseño
El problema general de predecir la estructura plegada de una proteína teniendo solamente la secuencia de aminoácidos no está resuelto. Sin embargo, la hélice superenrollada es uno de los pocos motivos de plegamiento para el cual la relación entre la secuencia de aminoácidos y la estructura plegada final ha sido resuelto. Harbury et al. realizaron el estudio del arquetipo de hélice superenrollada, GCN4, en donde establecieron las normas que gobiernan la forma en que la secuencia del peptídica afecta el estado oligomérico (es decir, el número de hélices alfa en el ensamblaje final). El GCN4 es una hélice superenrollada de 31 aminoácidos (lo que equivale a poco más de cuatro héptades) paralela, dimérica y posee una repetición de isoleucinas y leucinas en la posición a y d, respectivamente. Cuando los aminoácidos en las posiciones A y D se intercambian  se obtiene un trímero de hélice superenrollada.
Además, mutando las posiciones a y d, ambas a leucina dan lugar a la formación de un tetrámero de hélice superenrollada. Estas representan un simple conjunto de normas para la determinación del estado oligomérico de la hélice superenrollada. Otro aspecto del ensamblaje relativamente bien conocido, al menos en el caso de los dímeros, es que colocando un residuo polar (en particular asparagina, N) en posiciones a opuestas fuerza al ensamblaje de hélices paralelas. Este efecto se debe a un enlace de hidrógeno autocomplementario entre estos residuos, el cual quedaría insatisfecho si una asparagina se enlazara con una leucina de la otra hélice.